# IEC 61000-5
IEC 61000-5 és una normativa internacional (creada per l'IEC) de compatibilitat electromagnètica que es refereix a les regles generals pel que fa a sistemes de cablejats relatius a temes d'instal·lació i a HEMP (high-altitude electromagnetic pulse, polsos electromagnètics d'alta potència, generats per llamps, per exemple). La darrera versió es pot esbrinar aquí.
La norma IEC 61000-5 defineix les següents parts:
- IEC 61000-5-1: (temes d'instal·lació) consideracions generals. Publicació EMC bàsica.[3]
- IEC 61000-5-2: (temes d'instal·lació) cablejat i posta a terra.[4]
- IEC 61000-5-3ː (temes HEMP) grau de protecció contra interferències EMC que proveeix l'envolvent.[5]
- IEC 61000-5-4ː (temes HEMP) immunitat EMC a interferències radiades.[6]
- IEC 61000-5-5ː (temes HEMP) immunitat EMC a interferències conduïdes.[7]
- IEC 61000-5-6: (temes d'instal·lació) atenuació d'influències electromagnètiques externes.[8]
- IEC 61000-5-7 ː (temes d'instal·lació) graus de protecció proveïts per l'envolvent contra pertorbacions electromagnètiques.[9]